# Diego Arsuaga
Diego Arsuaga (Montevideo, 13 de gener de 1966) és un director de cinema uruguaià. Va començar a treballar en cinema publicitari, camp en el que va rebre alguns premis. Durant la dècada del 1980 va codirigir els curtmetratges Los últimos vermicelli (1987) i La fruta en el fondo del tazón (1985). Va crear la seva productora Taxi Films SA, amb la que el 1997 va dirigir el seu primer llargmetratge Otario, que fou premiat als festivals de Gramado i l'Havana. El 2002 va dirigir el seu segon llargmetratge, El último tren, que va guanyar el Goya a la millor pel·lícula estrangera de parla hispana (2002): i el Premi Ariel a la millor pel·lícula iberoamericana. El 2006 va produir La punta del diablo de Marcelo Pavan i el 2008 D.F. (destino final) de Mateo Gutiérrez. El 2011 va dirigir un episodi de la sèrie de televisió Adicciones i el 2012 la pel·lícula El ingeniero.

## Filmografia
- Otario (1997)
- El último tren (2002)
- La punta del diablo (2006)
- Adicciones (2011)
- El ingeniero (2012)